# R.U.R. (Robots Universales Rossum)
R. U. R. (Robots Universales Rossum) —en checo, R.U.R. (Rossumovi univerzální roboti)— es una obra teatral de ciencia ficción. Escrita por el checo Karel Čapek en 1920, se estrenó en 1921 en el Hradec Králové  y en Nueva York en 1922.

## Argumento
La obra teatral trata sobre una empresa que construye humanos artificiales orgánicos con el fin de aligerar la carga de trabajo del resto de personas. Aunque en la obra a estos hombres artificiales se les llama robots, tienen más que ver con el concepto moderno de androide o clon. Se trata de criaturas que pueden hacerse pasar por humanos y que tienen el don de poder pensar. Pese a ser creadas para ayudar a la humanidad, más adelante estas máquinas entrarán en confrontación con la sociedad, iniciando una revolución que acabará destruyendo la humanidad.
Al acabar de escribir la obra, Čapek se dio cuenta de que había creado una versión moderna del legendario golem judío de Praga.
Más adelante el autor volvería a abrazar el mismo tema, esta vez desde una óptica diferente, con la publicación de La guerra de las salamandras, donde una raza de reptiles es convertida en una subclase, doméstica y al servicio de la humanidad, que acabará también rebelándose contra su opresor, con consecuencias perniciosas para los humanos.

## El título
El nombre de la obra hace referencia a Rossumovi univerzální roboti (Robots Universales Rossum), el nombre de la compañía que fabrica las máquinas. El mismo nombre Rossum es un juego de palabras del autor ya que rozum en checo significa razón.
Es conocida por contener la primera aparición del término «robot». Dicha palabra había sido ideada por el hermano del autor, Josef Čapek (1887 - 1945) a partir de la palabra checa «robota», que significa «esclavo» (sobre todo el de los siervos de la gleba). Este término vendría a sustituir a «automat», que había empleado Josef en el relato corto de 1917 Opilec (El borracho).

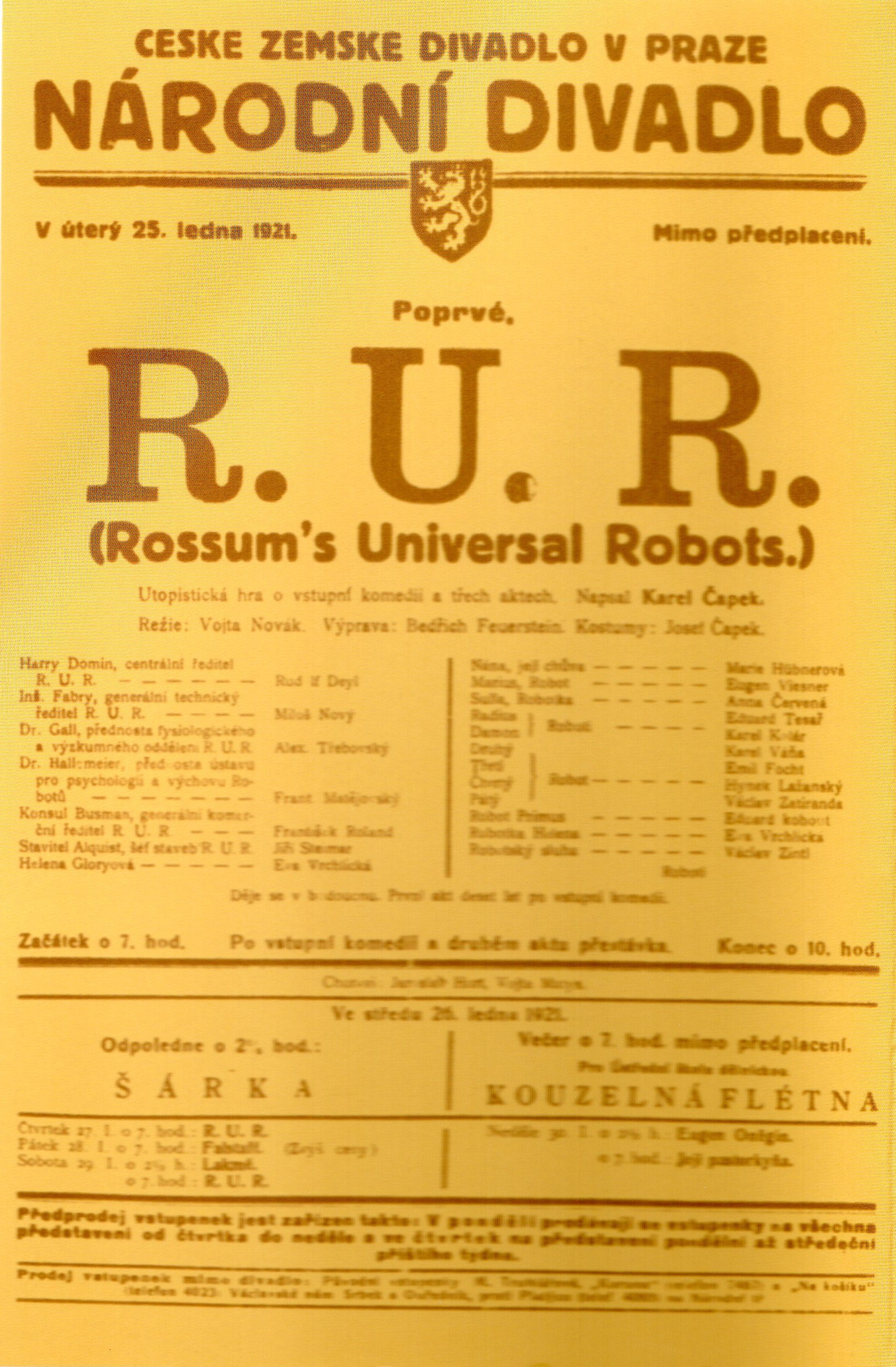
Cartel del estreno en Praga, el 25 de enero de 1921.